# السفارة الأمريكية في سايغون
السفارة الأمريكية في سايغون (بالإنجليزية: United States Embassy in Saigon)‏ (بالفيتنامية:Đại sứ quán Hoa Kỳ tai Sài Gòn)، السفارة الأمريكية السابقة في سايغون كانت مركزاً رئيسياً لإطلاق القوات المسلحة الأمريكية في حرب فيتنام، ودعم الجيش الفيتنامي الجنوبي بالأعتدة الأمريكية.

## تاريخ الإنشاء
بدأت بناء السفارة الأمريكية في بداية الأمر بشهر مايو عام 1950م، ونقلت بعدها إلى العاصمة الفتينامية الجنوبية سايغون، وأستمرت الدعم الأمريكي لحكومة فيتنام الجنوبية خلال فترة حرب فيتنام، واشتهرت الحادثة بمحاولة قوات فيت كونغ الموالية لفيتنام الشمالية الذي يرأسها هو شي منه ومن بعده من رؤساء فيتنام الشمالية، وذلك عام 1968م، وكانت النتيجة فشل الفيتناميون الشماليون للسيطرة على السفارة الأمريكية، والذي قتلهم القوات العسكرية الأمريكية MP، واشتهرت الحادثة الثانية بسقوط سايغون حيث نقل كبار المسؤوليين في فيتنام الجنوبية والعسكريين الكبار لنقلهم من السفارة الأمريكية بسايغون إلى الولايات المتحدة الأمريكية بشكل نهائي خوفاً من المحاسبة، وكان ذلك عام 1975م.

## 1950-1965

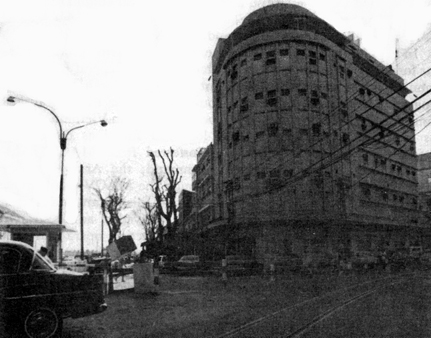
السفارة الأمريكية في أول ظهورها بمدينة هام ناي.

بعد فتح السفارة الأمريكية الأولى في عام 1950م، بدأت تفعيل العلاقات العامة بين الحكومة الأمريكية وفيتنام الجنوبية وبدأت في السنوات الأولى إنشاء أكبر سفارة أمريكية في ذلك الوقت، إلا أن الأمور لم تكن هادئة، وأعلنت جارتها الشمالية فيتنام الشمالية الحرب على فيتنام الجنوبية عام 1955م، والتي كانت بغرض توحيد الدولة الفيتنامية، وتطبيق المبدأ الشيوعي، تعد تهديداً حقيقياً للمصالح الأمريكية في المحيط الهادئ، وقررت الحكومة الأمريكية تعجيل الإنجاز للمبنى وتكون القاعدة الأساسية لدعم الجيش الأمريكي وحليفها فيتنام الجنوبية.

## 1965-1966

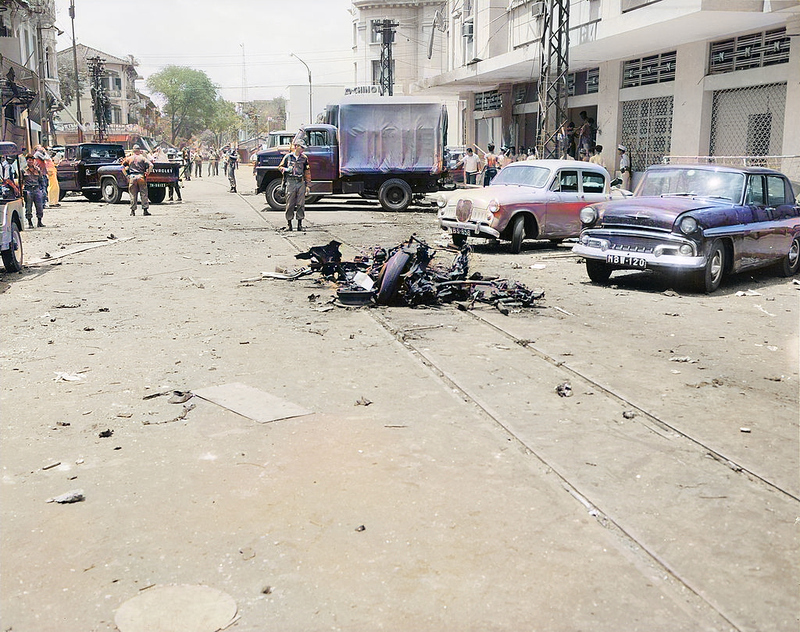
انفجار سيارة مفخخة قاده الفيت كونغ

في اليوم الثلاثين من شهر مارس عام 1956م، وبعد انفجار سيارة ملغومة بجانب السفارة الأمريكية بفيتنام، قتلت المسؤولة عن السفارة الأمريكية الآنسة باربارا روبينز، وأمريكي آخر و19 فيتنامياً وفلبيني، بينما جرح نحو 183 آخرين.

## 1967-1968
بعد الحادث التفجيري الشهير عام 1965م قررت الحكومة الأمريكية بناء سياجاً بعيداً عن إحدى الشوارع الرئيسية المؤدية إلى مبنى السفارة لكي تحمي طاقم السفارة والمراجعين والمطالبين بالسفر إلى الولايات المتحدة من خطورة تدهور الأوضاع.
وعملت الحكومة الأمريكية على ترميم السفارة الأمريكية بشكل جديد، والتي تتكون من 6 طوابق المصنوعة من الخرسانة البيضاء، وواجهة ملموسة لتعمل على التبريد بالمبنى وحمايتها من هجمات محتملة مثل الصواريخ والقاذفات، ولها في أعلى المبنى مهبط للمروحيات وطبع عليها حرف ألف بالإنجليزية A، والسفارة الأمريكية ظلت هي أطول المباني في سايغون وقتها، وتمت افتتاح السفارة من جديد في شهر سبتمبر 1967م، والتي كلفت بناء السفارة نحو 2.6 ملايين دولار أمريكي.

## محاولة اقتحام السفارة

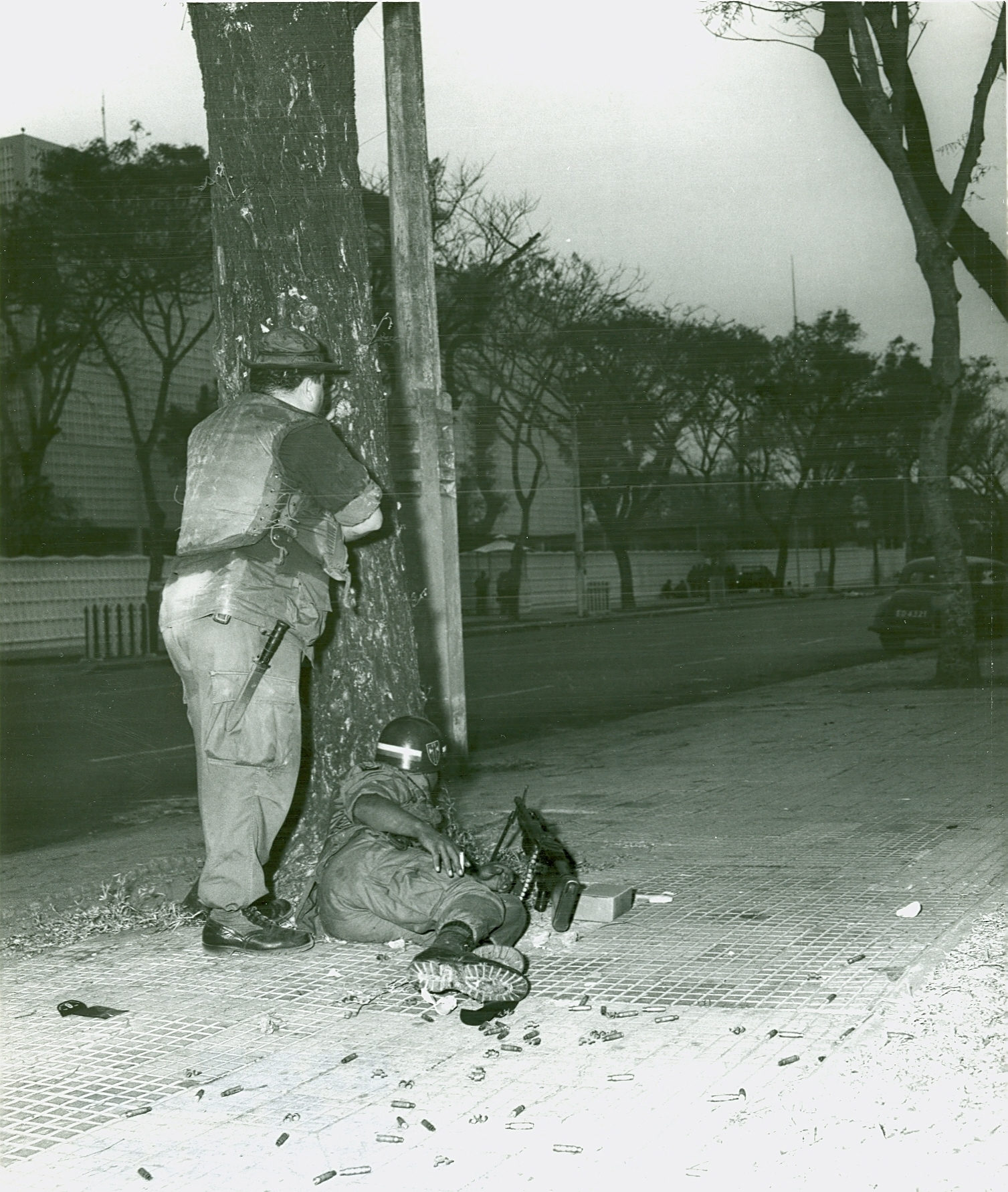
الحرس العسكري الأمريكي يعاين قتيلاً من الفايت كونغ في صباح شهر يناير عام 1968م.

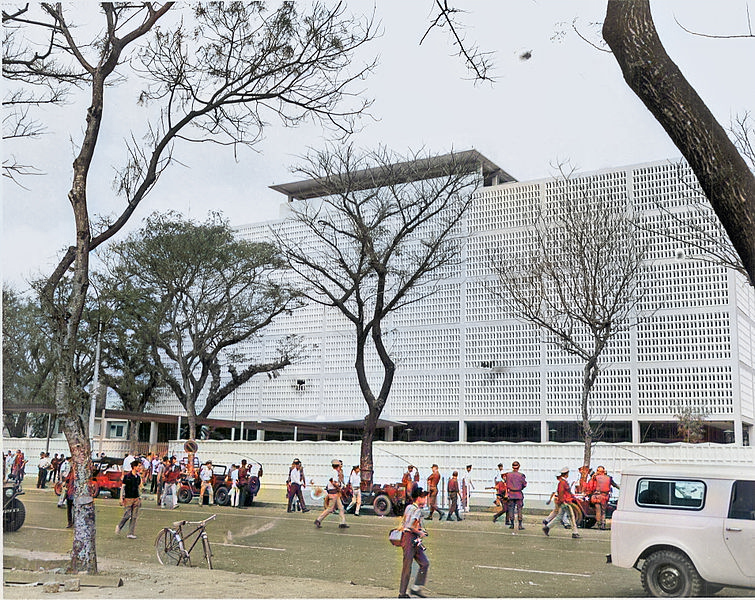
مبنى السفارة عام 1968

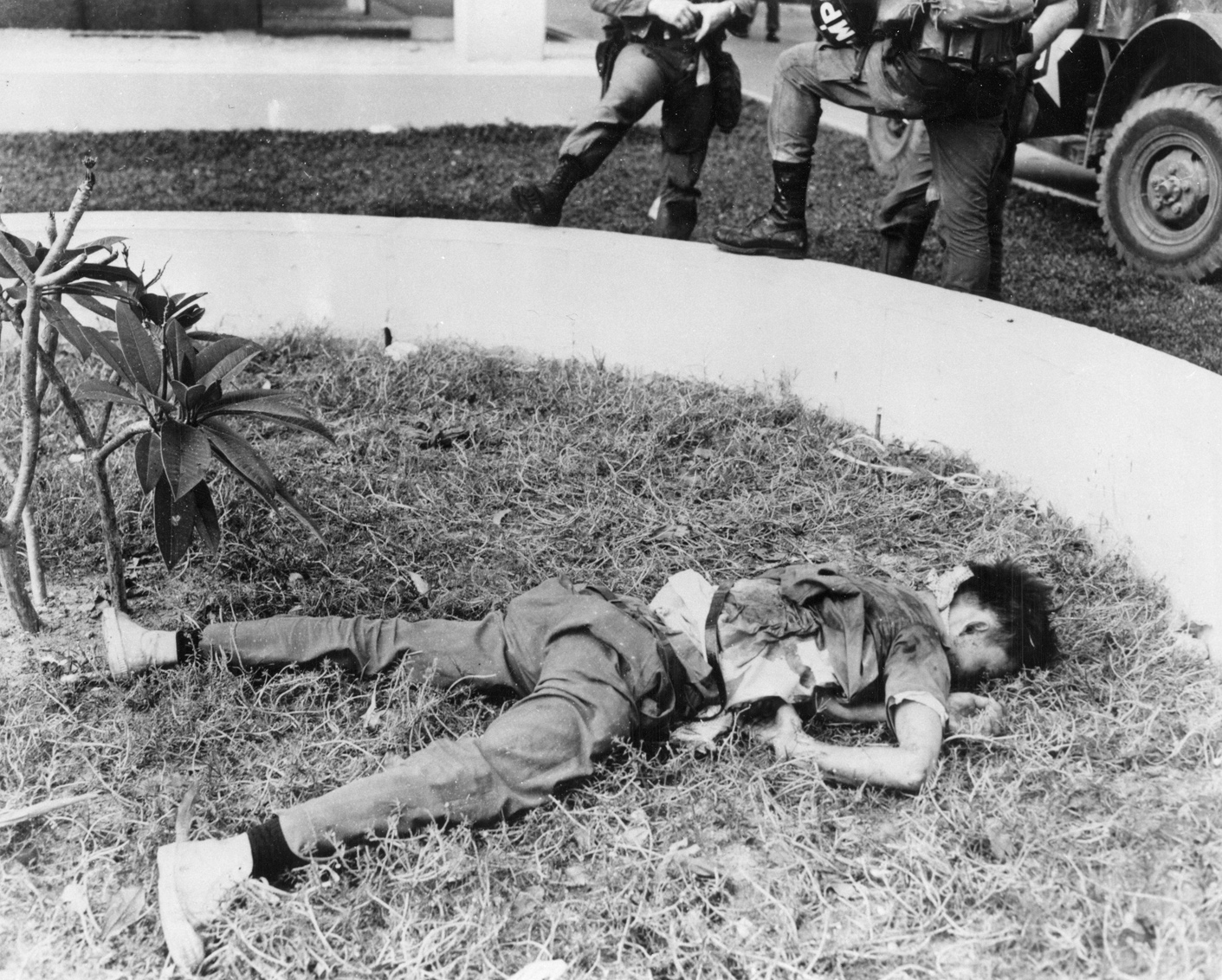
صورة أخرى قتل فيه أحد مقاتلي الفايت كونغ في ساحة السفارة الأمريكية عام 1968م.

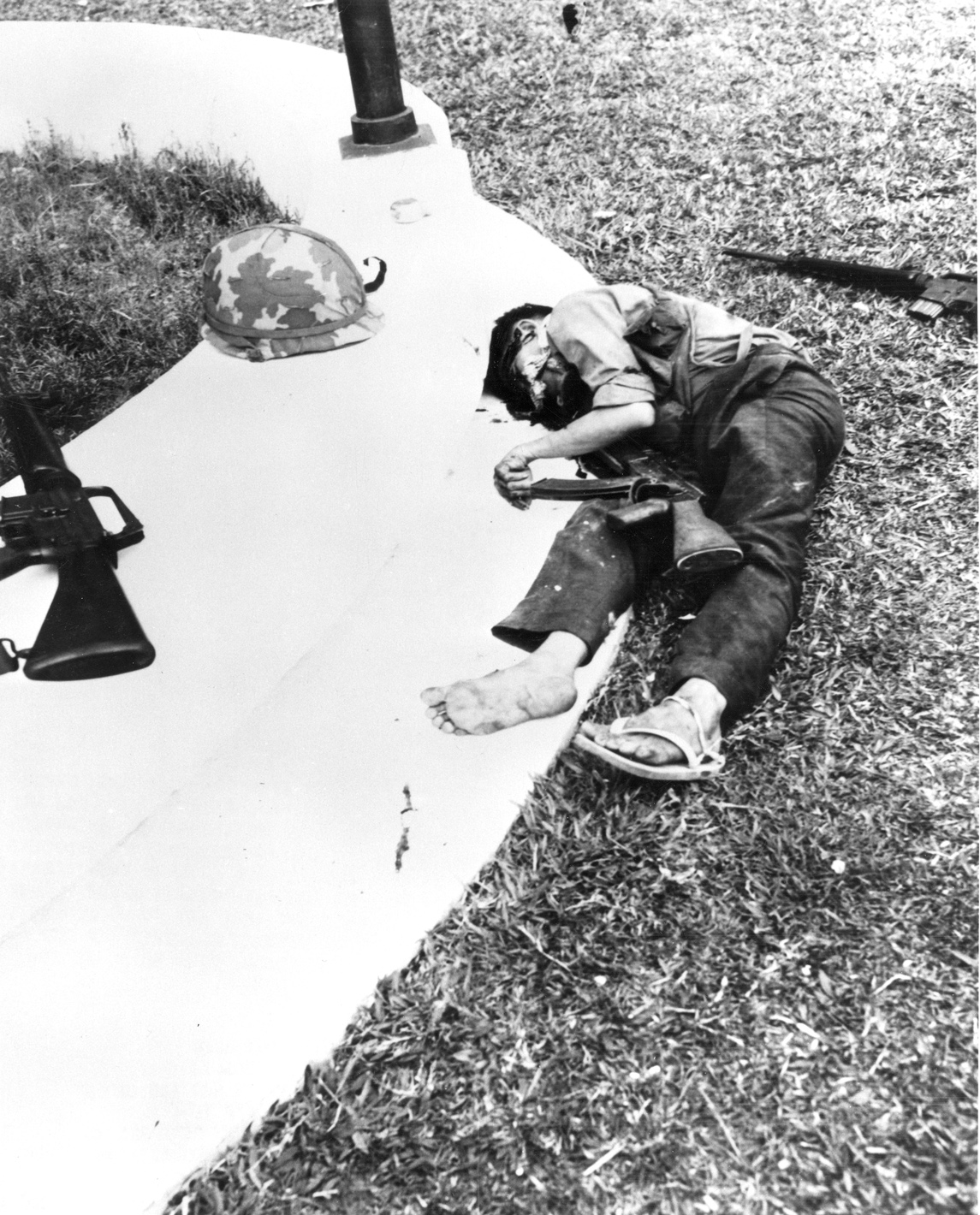
صورة أخرى لقتيل مسلح تابع لفايت كونغ الموالية لفيتنام الشمالية عام 1968

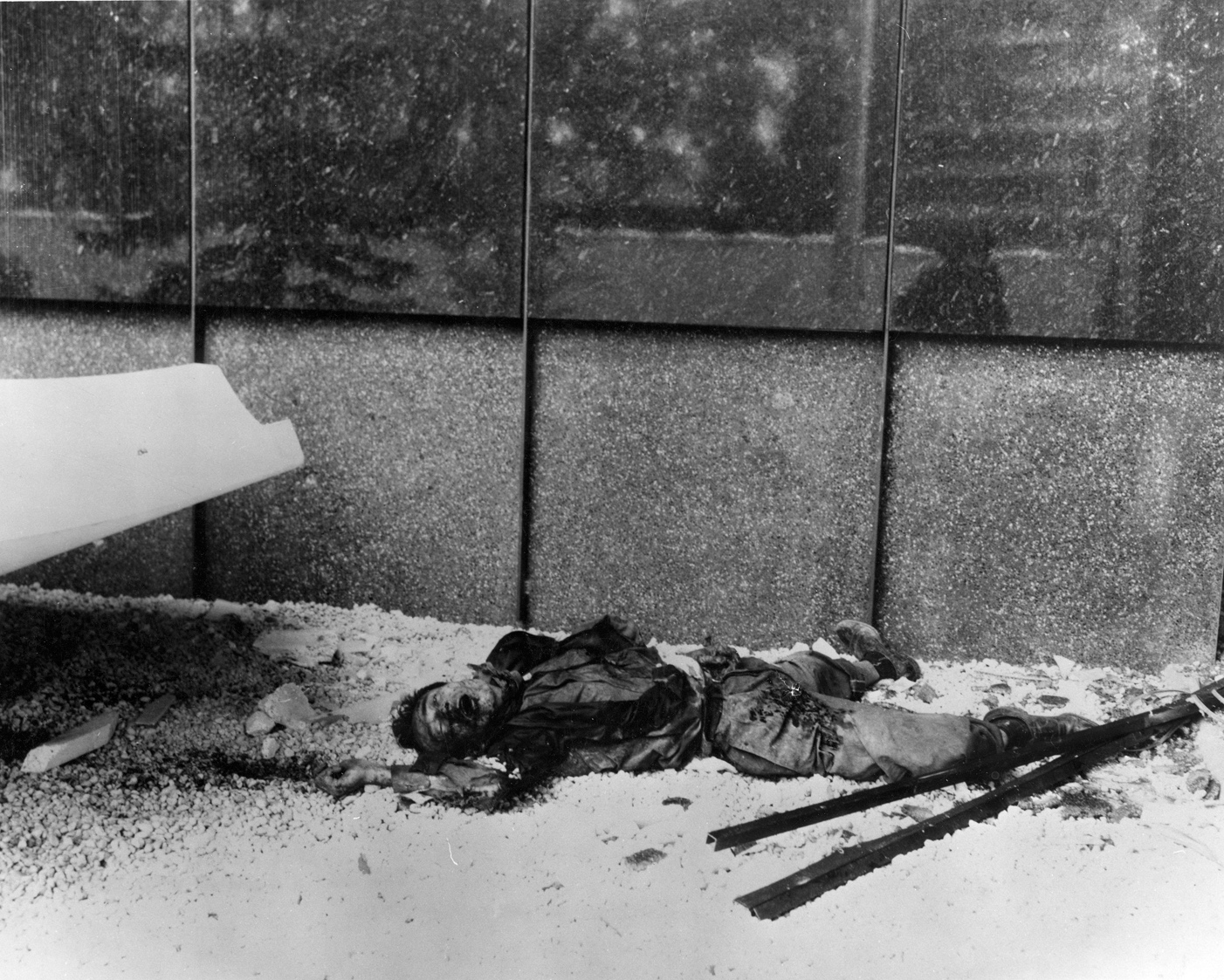
فيتنامي مقتول تابع لفايت كونغ بالقرب من مدخل السفارة.

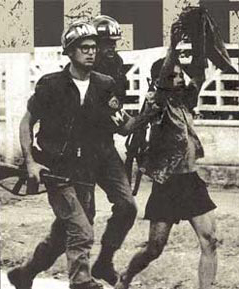
الضابط جورج مويار يمسك فيتنامي مسلح بتاريخ 31 يناير 1968م.

في تاريخ 15 نوفمبر 1967م، نجحت الحكومة الأمريكية لتطوير الجيش الفيتنامي الجنوبي في بداية الأمر، ويطلب الجيش الأمريكي من الجيش الفيتنامي الجنوبي حماية أنفسهم في العاصمة الفيتنامية الجنوبية سايغون من أي تهديد قد تتعرض للأمن القومي الفيتنامي الجنوبي، وقامت الشرطة الفيتنامية بحراسة السفارة بدلاً من الشرطة العسكرية، 
وقامت قوات الشرطة العسكرية بريدج 18 بحارسة المبنى وبالتحديد في شارع ماك دان شي من أي هجوم محتمل من الفايت كونغ.

## 1975-1995
لم تستمر السفارة الأمريكية فترة طويلة حتى تم اخلائها بشكل نهائي عام 1975م.

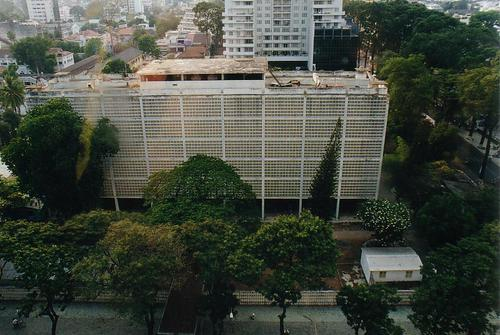
الصورة الأخيرة للسفارة الأمريكية عام 1998م قبل هدمها وتسويتها بالأرض.

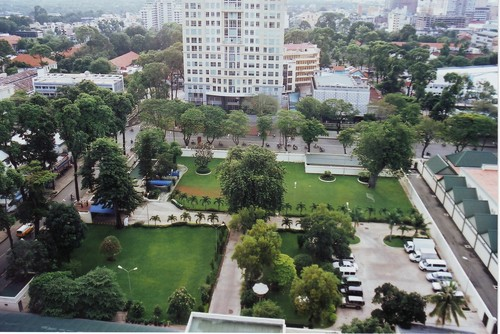
ساحة السفارة الأمريكية السابقة بعد هدم مبنى السفارة، الصورة تعود عام 2003م

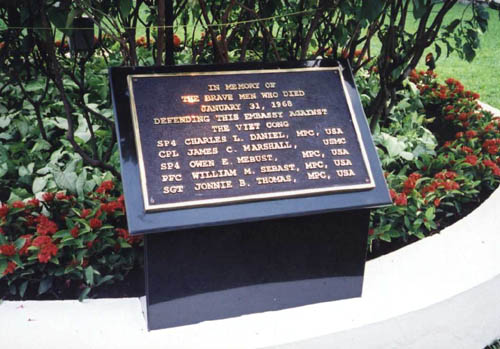
الصورة تعود ليوم 31 يناير 1968م، ووضع نصباً تذكارياً قتل فيه جندي من البحرية الأمريكية و4 من الشرطة العسكرية الأمريكية في مبنى السفارة الأمريكية في ذلك الوقت.

## عودة العلاقات الثنائية
بدأت عودة العلاقات الثنائية بين الولايات المتحدة وجمهورية فيتنام عام 1995م، وافتتاح السفارة الأمريكية الجديدة في العاصمة الفيتنامية هانوي، وتعد عودة العلاقة بين الولايات المتحدة وفيتنام الأبرز والأشمل منذ 20 عاماً مضت. tags which will then appear here automatically -->
1. ↑  History of the 716th Military Police Battalion [وصلة مكسورة] نسخة محفوظة 21 سبتمبر 2013 على موقع واي باك مشين.
2. ↑  Oberdorfer, p. 9-10.
3. ↑  {{cite news

مراجع

## وصلات خارجية
- American Embassy Saigon, Vietnam Marines and Civilians
- Fall of Saigon Marines
- ITN News footage of the Fall of Saigon.
- Saigon Facilities Map, 1969
- Scenes from Operation Frequent Wind.
- Tet Offensive 1968, U.S. Embassy & Saigon fighting. CBS News footage of fighting in Saigon during the Tet Offensive.
- U.S. Consulate, Ho Chi Minh City, official website
- "White Christmas: The Fall of Saigon" - Dirck Halstead, The Digital Journalist.